# Louis Antoine Lefebvre
Pour les articles homonymes, voir Lefèvre (patronyme).
Louis Antoine Lefebvre (Péronne (?), vers 1700 - La Ferté-sous-Jouarre (Seine-et-Marne), 20 juillet 1763), est un organiste et compositeur français.

## Biographie
Louis Antoine Lefebvre est nommé organiste à l'église Saint-Louis-en-l’Île, « ayant vraisemblablement succédé à Pierre Jacquet », mort en 1739. Il occupe les mêmes fonctions à l'église Notre-Dame-des-Blancs-Manteaux de 1753 à 1756. 
À partir de 1749, il fait jouer ses compositions avec succès au Concert Spirituel et dans les salons parisiens.
Il composa également un Te Deum aujourd'hui perdu.

## Œuvre

### Compositions profanes
- 23 Cantatilles pour voix et symphonie (s.d.) - recueil incluant Andromède, Les Regrets et Le Lever de l'aurore
- Atalante et Hippomène, pour deux voix et instruments (1759)
- Recueils d'ariettes, airs tendres, pour voix, flûte (ou violon) et basse continue (1757-1758), en collaboration avec La Chevardière
- L'Amour justifié, divertissement pour 2 voix et instruments (1761)
- Le Réveil de Flore, divertissement pour 3 violons et instruments (s.d.)
- Cantatille Corillis (manuscrit)

### Musique sacrée
- 4 motets pour une voix et instruments (1756-1759)
- 5 petits motets à voix solistes et orchestre (manuscrit)
- Te Deum (perdu)

## Enregistrements
- Andromède et des extraits de Les Regrets et de Le Lever de l'Aurore, dans Venez chère ombre, Eva Zaïcik, Le Consort, Justin Taylor (dir. et clavecin), Alpha, 2019

## Source
- Marc Honegger (dir.), Dictionnaire de la musique, t. 2, Paris, Bordas, 1986, p.711.